# James Mbwabi
James Mbwabi – kenijski piłkarz grający na pozycji pomocnika. W swojej karierze rozegrał 2 mecze w reprezentacji Kenii.

## Kariera klubowa
W swojej karierze piłkarskiej Mbwabi grał w klubie Bandari FC.

## Kariera reprezentacyjna
W reprezentacji Kenii Mbwabi zadebiutował 8 lipca 1991 roku w zremisowanym 1:1 towarzyskim meczu z Malawi, rozegranym w Lilongwe. W 1992 roku został powołany do kadry na Puchar Narodów Afryki 1992. Nie rozegrał na nim żadnego meczu. W kadrze narodowej zagrał 2 razy.